# J'irai dormir chez les Gaulois
J'irai dormir chez les Gaulois est une émission de télévision française de documentaire, animée par Antoine de Maximy et diffusée sur la chaîne RMC Découverte.
Antoine de Maximy part à la rencontre de Français sur les routes de l'Hexagone à bord de sa décapotable. Pour l'occasion, il troque son habituelle chemise rouge pour une chemise bleue.

## Concept
Après avoir proposé deux épisodes de J'irai dormir chez vous en France, ainsi que trois émissions en direct, Antoine de Maximy consacre désormais une émission totalement dédiée à la rencontre des Français.
Dans ce programme inédit diffusé sur RMC Découverte, Antoine part à la rencontre de personnes vivant autrement et pouvant parfois être considérés comme d’irréductibles Gaulois. « Je pars à la rencontre de gens qui n'aiment pas forcément les caméras, qui ne sont pas forcément facile d'accès car ils sortent de l'ordinaire, et qui acceptent d'être filmé parce qu'ils me connaissent, ils savent que je vais respecter ce qu'ils vont me dire. Ce sont des personnes qui ont un parcours original et qui vivent dans des conditions qui le sont aussi ».

## Liste des épisodes
| N° d'épisode | Régions parcourues                                | Date de diffusion | Chaîne         | Audiences       |
| Saison 1     | Saison 1                                          | Saison 1          | Saison 1       | Saison 1        |
| ------------ | ------------------------------------------------- | ----------------- | -------------- | --------------- |
| 1            | Occitanie                                         | 10 novembre 2023  | RMC Découverte | 586 000 (3,1 %) |
| 2            | Auvergne-Rhône-Alpes Occitanie Nouvelle-Aquitaine | 6 décembre 2024   | RMC Découverte | 462 000 (2,8 %) |